# Horno de Alcedo

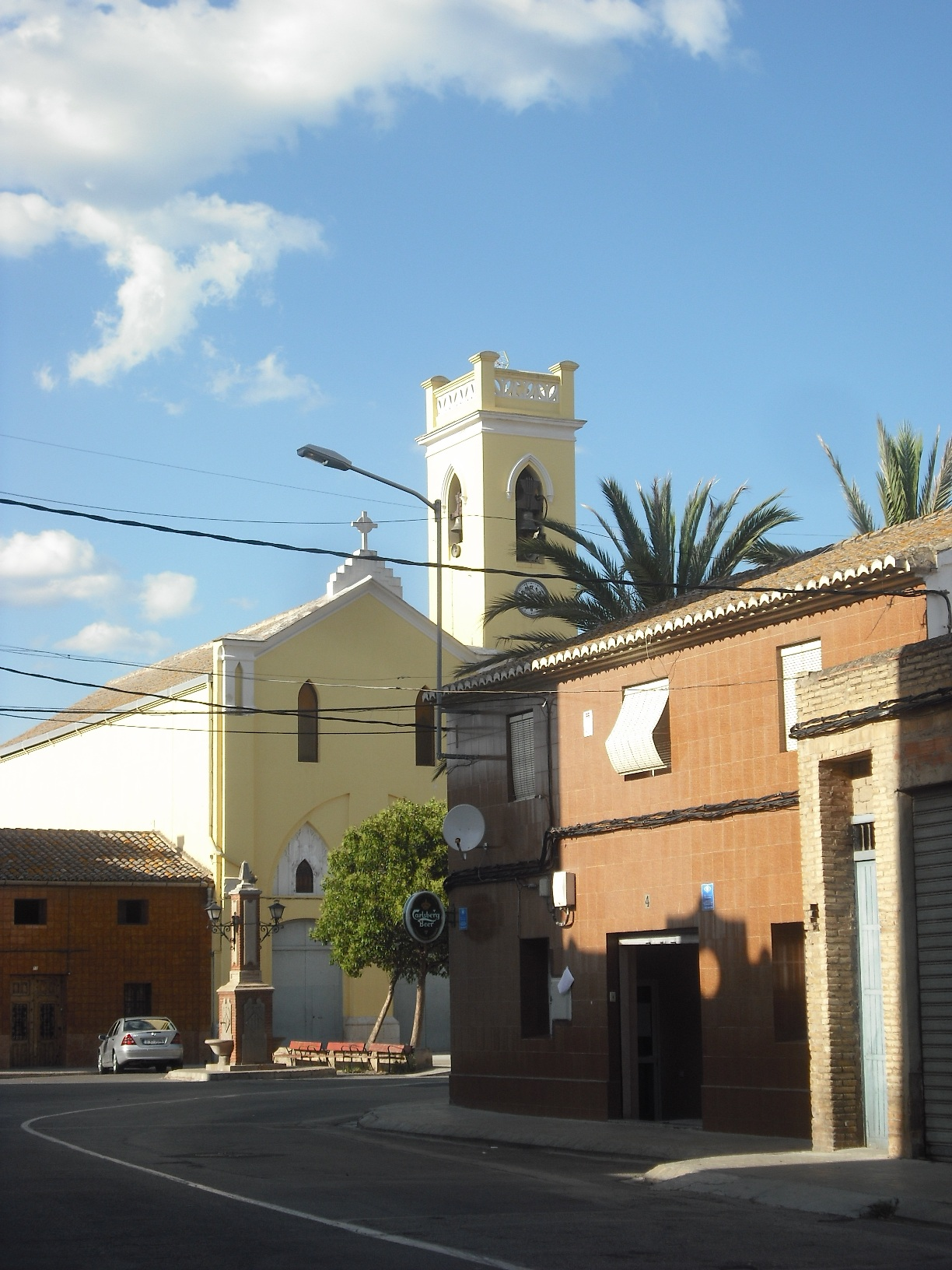
Entrada de Horno de Alcedo. Al fondo, la iglesia del Cristo de la Agonía.

Horno de Alcedo (en valenciano y oficialmente el Forn d'Alcedo) es una pedanía y barrio de la ciudad de Valencia perteneciente al distrito de los Poblados del Sur.  Está situada al sur del nuevo cauce del río Turia, entre La Torre y Castellar-Oliveral.
Los primeros registros de población comenzaron en el año 1970. Los datos nos muestran que su número de habitantes se ha mantenido de manera estable a lo largo de los años. Según muestran las fichas de estadística del Ayuntamiento de Valencia del año 2024, en el barrio de Horno de Alcedo viven 1.368 personas, los cuales podemos dividir en 659 hombres y 709 mujeres. Ambos entre las edades de 45 y 59 años. 

## Toponimia
Según Vicente Ibáñez Espinosa, el primer topónimo que se conoce es el de Benimassot, de origen árabe, que desapareció a lo largo del siglo XVIII a favor de Horno de Alcedo. Este nombre proviene de un importante horno de pan que todavía existe y que, con mucha seguridad, fue propiedad de Francisco de Alcedo y Capetillo de Capetillo de Llano y Orcasitas, caballero pensionado de la Real y Distinguida Orden Española de Carlos III y dueño de una gran finca y dos grandes alquerías en dicha partida.

## Historia
El área que hoy ocupa Horno de Alcedo parece corresponderse con el antiguo rahal de Benimassot, que ya aparece en el Llibre de Repartiment, en una donación que hace Jaime I a Ferran Humbert, Bonifaci Pellicer, Bernat Baster, Bernat de Salaverd i Ramon Ferran. A esta donación siguieron bastantes otras, con lo que el rahal quedó repartido entre varios caballeros, escribanos y abades, que lo destinaron a una explotación agrícola bastante intensa. Los primeros datos estadísticos de Horno de Alcedo son de mediados del siglo XIX, cuando pertenecía al desaparecido municipio de Ruzafa. En estas fechas la mayor parte de los casi 2000 habitantes de la partida vivían repartidos por la huerta, en alquerías y casas de labranza, mientras que el núcleo histórico apenas contaba con unas pocas calles. En 1877 Horno de Alcedo, junto con todo el territorio del antiguo municipio de Ruzafa, pasó a formar parte del término municipal de Valencia. La primera expansión se dio en la década de 1960 con la construcción de un grupo de 320 viviendas de la Cooperativa de trabajadores ferroviarios, a los que se sumaron en las décadas siguientes nuevos edificios de varias alturas. Así pues, la pedanía tiene en la actualidad dos partes divididas por la antigua carrera de Malilla: al oeste el núcleo histórico y al este el ensanche.

## Política
Horno de Alcedo depende del ayuntamiento de Valencia en consideración de barrio del distrito de Poblados del Sur (en valenciano Poblats del Sud). Sin embargo, dada su condición de poblamiento rural, cuenta, de acuerdo con las leyes estatales y autonómicas pertinentes, con un alcalde de barrio que se encarga de velar por el buen funcionamiento del barrio y de las relaciones cívicas, firmar informes administrativos y elevar al ayuntamiento de la ciudad las propuestas, sugerencias, denuncias y reclamaciones de los vecinos.
| Periodo   | Nombre                                                                 | Partido |
| --------- | ---------------------------------------------------------------------- | ------- |
| 1979-1983 | Fernando Martínez Castellano (1979) Ricard Pérez Casado (1979-1983)    |         |
| 1983-1987 | Ricard Pérez Casado                                                    |         |
| 1987-1991 | Ricard Pérez Casado (1987-1988) Clementina Ródenas Villena (1988-1991) |         |
| 1991-1995 | Rita Barberá Nolla                                                     |         |
| 1995-1999 | Rita Barberá Nolla                                                     |         |
| 1999-2003 | Rita Barberá Nolla                                                     |         |
| 2003-2007 | Rita Barberá Nolla                                                     |         |
| 2007-2011 | Rita Barberá Nolla                                                     |         |
| 2011-2015 | Rita Barberá Nolla                                                     |         |
| 2015-2019 | Joan Ribó i Canut                                                      |         |
| 2019-2023 | Joan Ribó i Canut                                                      |         |
| 2023-act. | María José Català i Verdet                                             |         |

## DANA 2024
Durante la DANA del año 2024, la pedanía valenciana de Horno de Alcedo sufrió inundaciones que llegaron a superar los tres metros en algunas zonas. Aunque no hubo víctimas mortales, sufrieron graves inundaciones que provocaron importantes daños materiales: viviendas y comercios anegados, el 95% de los vehículos fueron inutilizados y el polígono industrial quedó devastado.
La respuesta vecinal y solidaria ha sido destacable. Voluntarios de toda la comarca acudieron para colaborar en las labores de limpieza y reparto de ayuda, mientras que la alcaldía se convirtió en un centro logístico para distribuir alimentos, agua, medicinas y ropa, no solo a los residentes locales, sino también a vecinos de municipios cercanos como Sedaví y Castellar. Camiones municipales y brigadas de limpieza iniciaron el desescombro, especialmente en las áreas más afectadas.
El CEIP Forn d'Alcedo reabrió sus puertas en noviembre de 2024 tras permanecer cerrado debido a los daños causados por la DANA. Una vez finalizadas las tareas de limpieza y reposición del material afectado, unos 170 alumnos retomaron las clases. La alcaldesa de València, María José Catalá, visitó el centro y reconoció la labor conjunta de docentes, familias, voluntarios y administraciones para recuperar la actividad escolar.

## Clima
El clima promedio del Horno de Alcedo es similar al de Valencia, con veranos calurosos e inviernos suaves, y precipitaciones moderadas concentradas en otoño y primavera. 

## Economía
Núcleo tradicionalmente agrícola, todavía conserva una buena superficie de huerta, aunque actualmente los sectores más importantes son el ferroviario y la industria del mueble, en el polígono industrial Forn d'Alcedo, al suroeste del núcleo principal.
La Conselleria de Industria ha otorgado una subvención de hasta 4.500 euros a la Asociación Empresarial del Área Industrial Horno de Alcedo para cubrir parte de los gastos asociados al proceso de creación de la Entidad de Gestión y Modernización (EGM). El importe final de la subvención dependerá de los costes totales incurridos, que incluirán, entre otros, el asesoramiento jurídico y los trámites necesarios para obtener los certificados correspondientes en el registro de la propiedad.

## Transportes
Por Horno de Alcedo circula la V-31 (pista de Silla) que facilita el acceso a Valencia desde la A-7. Está comunicado con Valencia mediante las líneas 9 y 23 de EMT.

## Servicios públicos
Horno de Alcedo cuenta con una sede de la Universidad Popular, que realiza actividades de animación sociocultural, educación para personas adultas y educación no reglada, así como con un consultorio médico auxiliar. Existe, además, un centro de actividades para personas mayores, en el que se realizan actividades socioculturales y recreativas, de convivencia, de mantenimiento físico y talleres y cursos diversos.

## Patrimonio
- Iglesia del Santísimo Cristo de la Agonía: Se construyó en 1914 según los planos de Javier Goerlich Lleó[2] y se erigió en parroquia en 1942.[4]
- Horno: Se trata de una sencilla edificación de planta baja y un único piso. El horno en sí es una construcción amplia de medio punto.[2][16]

## Fiestas Mayores
Horno de Alcedo celebra diversas festividades a lo largo del año, destacando entre ellas la Festa Grossa de l'Horta de València. Este evento, impulsado por la Asociación Cultural l’Horta de València, rinde homenaje a las tradiciones rurales de la huerta valenciana. Durante la celebración, el pueblo se transforma en un escenario que revive la vida de hace más de un siglo, con desfiles entre campos y alquerías, trajes típicos, antiguos oficios representados por actores y música tradicional de tabal y dolçaina. La fiesta cuenta con la participación de fallas y asociaciones culturales de toda la Comunidad Valenciana y de otros lugares, convirtiéndose en un acto de convivencia, identidad y conservación del patrimonio agrícola y cultural de la región.